# Eleccions presidencials de Gàmbia de 2001
El 18 d'octubre de 2001 es van celebrar eleccions presidencials a Gàmbia. El resultat va ser la victòria de Yahya Jammeh, que va obtenir una mica més del 50% dels vots.

## Conducta
La violència preelectoral es va saldar amb la mort d'un partidari desarmat de l'oposició, que va rebre un tret d'un agent de policia, i diversos ferits. El govern també va expulsar a un diplomàtic britànic que havia assistit a un míting de l'oposició.